# اولها للیکو
اولها للیکو (اوکراینی: Ольга Олександрівна Лелейко؛ زادهٔ ۲۱ ژوئیهٔ ۱۹۷۷) شمشیرباز اهل اوکراین بود.